# Испанский протекторат Марокко

Испанские владения в Северной Африке

Испанское Марокко (араб. المغرب الإسباني‎; исп. Protectorado español de Marruecos) — регион в северной части Марокко, находившийся в колониальной зависимости от Испании в 1912—1956 годах.
Его общая площадь — 20 948 км², из которых лишь 14 % были пригодны для ведения сельского хозяйства; остальные 86 % занимают горы и полупустыни. Столицей владения являлся город Тетуан.

## История
Вытеснив мусульман с Пиренейского полуострова к 1492 году, европейские державы (Испания и Португалия) переносят Реконкисту на Варварский берег (южный берег Средиземного моря). Крепость Мелилья становится испанской уже в 1497 году. Сеуту захватывают португальцы, а затем передают её Испании в 1580 году. Испанскими становятся многие прибрежные крепости (Оран, Алжир, Танжер).
Но сплошную полосу своих владений испанцы сумели здесь создать лишь после 1912 года. Фесский мирный договор 1912 поделил Марокко между Испанией и Францией (большая часть). При этом города Сеута и Мелилья не были отнесены к Испанскому Марокко, поскольку считались неотъемлемой частью собственно Испании. Город Танжер превратился в город-государство под международным управлением Лиги Наций, хотя испанские войска и оккупировали его в 1940 году под предлогом защиты города от итальянских фашистов.
Кроме того, Испании принадлежали: Ифни, сектор Тарфая (Мыс Хуби), Западная Сахара и Канарские острова в этом регионе Африки. Во всех континентальных испанских владениях значительным было местное мусульманское население, а потому исламская система кади была сохранена испанцами. Интересно, что испанская королева Изабелла II всячески препятствовала собственно испанской колонизации региона в конце XIX века, когда Марокко ещё не было испанским, но испанские интересы здесь уже были очевидными. Поэтому многие испанские переселенцы направились в соседний Французский Алжир (См. франкоалжирцы). Из-за замкнутости мусульманок, немногочисленные местные испанские колонисты и военные вступали в связи с еврейскими женщинами. Большинство мусульман в испанском регионе Марокко составляли не арабы, а берберы племени Риф. В то время очень многочисленны были и евреи, в основном потомки марранов, высланных из Испании после окончания Реконкисты. В целом, даже в годы испанского правления Испанское Марокко сохранило свой мусульманский характер, хотя испано-арабское двуязычие получило некоторое распространение в городах (особенно Тетуане).
После получения независимости большинство евреев и христиан эмигрировало, но и в наши дни 20 тыс. человек в регионе продолжают владеть испанским языком, хотя основным вторым языком Марокко в целом является французский язык. Сеута и Мелилья по-прежнему составные части Испанского Королевства с полным распространением на них всех прав и свобод ЕС (как и обе провинции Канарского архипелага). На этих территориях мусульманское население, хоть и значительное, но составляет меньше 40 процентов при 99-процентном владении испанским языком как родным (несмотря на различное национально-культурное происхождение родителей).

## Административно-территориальное деление
| Район  | Площадь (км2) | Административный центр               |
| Лукус  | 3114          | Лараш                                |
| Йебала | 3038          | Тетуан, столица протектората         |
| Гомара | 3912          | Хауэн                                |
| Риф    | 3475          | Вилья-Санхурхо (соврем. Эль-Хосейма) |
| Керт   | 6117          | Вилья-Надор (соврем. Надор)          |